# DJULDE
Mamadou Djoulde Baldé, alias Djulde : la nouvelle voix de la musique guinéenne
Né le 5 avril 2002 à Conakry, Mamadou Djoulde Baldé, plus connu sous le nom de Djulde, s’impose comme l’un des talents les plus prometteurs de la scène musicale guinéenne. Chanteur, auteur-compositeur et interprète, il incarne une nouvelle génération d’artistes à la fois enracinés dans les sonorités africaines et résolument ouverts à la modernité.
Avant de se consacrer pleinement à la musique, Djulde débute dans le monde du cinéma. Ce premier parcours artistique affine son sens de la narration, de l’émotion et de la scène. Mais très tôt, la musique s’impose comme sa véritable vocation. En février 2022, il fait une entrée remarquée avec Midho Yidhouma, un premier single en collaboration avec Saifond Baldé, qui le révèle au grand public.
Quelques mois plus tard, il confirme son potentiel avec Woula, un titre marquant de l’album Sabou No Wely de Saifond Baldé, où il partage brillamment la scène avec une figure majeure de la musique guinéenne.
⸻
Une ascension marquée par des titres forts
L’année 2023 marque un tournant décisif. En novembre, Djulde dévoile Amanan, un morceau à la fois intime et engagé, qui affirme son identité musicale. Le titre est classé Hit de Platine dans le prestigieux Afro Club RFI, lui offrant une reconnaissance continentale.
En août de la même année il dévoile ka bherdhe an , une chanson puissante qui aborde le thème d’un amour sincère confronté à l’opposition,la jalousie et la haine. Cet titre engagé connaît un immense succès et figure en tête d’affiche du Hit de platine afro club Rfi sélectionné par Dj face Maker au côtés d’icônes internationales telles que Gims, Angelique Kidjo et Davido
En janvier 2024, il participe à une compilation d’envergure regroupant plusieurs grandes voix guinéennes, avec le titre Mi Nani, qui contribue à asseoir sa notoriété.
Reconnaissance et ouverture internationale
Porté par une fanbase croissante, Djulde enchaîne les concerts à Labé, Mamou, Dabola, Kindia et Conakry, où il séduit par son authenticité et son énergie scénique.
Le 11 mai 2024, il reçoit le Trophée de l’Artiste Révélation lors de la 5ᵉ édition des Talents de Guinée à Paris, marquant également sa première performance sur le sol français. Un moment symbolique dans un parcours déjà salué quelques mois plus tôt par une nomination aux Victoires de la Musique Guinéenne, dans la catégorie Révélation de l’Année.
En 2025, il franchit un cap majeur en assurant la première partie du concert de Saifond Baldé au Casino de Paris, s’inscrivant dans une dynamique d’ouverture vers les scènes internationales.
⸻
Une étoile en devenir
Issu d’un milieu éloigné du monde artistique, Djulde voit en la musique bien plus qu’une passion : une vocation profonde, guidée par une quête d’excellence et de vérité artistique. Inspiré par sa génération et fidèle à ses racines, il construit une œuvre sincère, ancrée et ambitieuse.
Aujourd’hui, il prépare de nouveaux projets d’envergure, affirmant avec conviction que
le meilleur reste à venir.
1. ↑  « Guineematin.com – les nouvelles de la Guinée profonde et de la diaspora », 9 décembre 2021 (consulté le 20 août 2025)